# Avram Iancu
Pour les articles homonymes, voir Avram Iancu (homonymie).
 (janvier 2020).
Si vous disposez d'ouvrages ou d'articles de référence ou si vous connaissez des sites web de qualité traitant du thème abordé ici, merci de compléter l'article en donnant les références utiles à sa vérifiabilité et en les liant à la section « Notes et références ».
Avram Iancu (Jankó Ávrám en hongrois), né en 1824, à Vidra de Sus, aujourd'hui Avram Iancu dans le județ d'Alba, en Roumanie et mort le 10 septembre 1872 dans la même région, est l'une des grandes figures de la renaissance culturelle roumaine et un avocat roumain de Transylvanie qui joua un rôle important lors de la Révolution roumaine de 1848. Il fut particulièrement actif dans la région de Țara Moților et dans les monts Apucènes. Il rallia les paysans à lui, et son charisme lui valut le surnom affectueux de Crăișorul Munților (« Roitelet des montagnes »), et même Împăratul Munților (« Empereur des Montagnes »). Mais le refus des révolutionnaires hongrois d'accéder aux revendications des serfs de Transylvanie dresse les deux révolutions l'une contre l'autre, ce qui profite aux Habsbourg, à l'époque maîtres de l'empire d'Autriche comprenant le royaume de Hongrie et la grand-duché de Transylvanie.

## Sa vie
Il naît dans une famille de paysans "valaques" (comme on appelait encore les roumanophones à l'époque) émancipés, et peut suivre des études de droit à Cluj. Il devient clerc à Târgu Mureș, d'où il apprend les évènements de Vienne et de Pest en mars 1848. Son attitude à cette époque révèle la nature du conflit qui enflamma la Transylvanie : tout en approuvant les idées révolutionnaires et la transition, Iancu est indigné de voir les révolutionnaires hongrois (dont beaucoup étaient propriétaires terriens) refuser d'envisager l'abolition du servage, condition de la majeure partie de la population "valaque" en Transylvanie, et de jure, condition de toute la classe moyenne valaque.
Revenu dans les monts Apucènes, il rallie les paysans de Câmpeni, organise des manifestations pacifiques mais dérangeantes pour les autorités. Iancu et son associé Ioan Buteanu deviennent rapidement les figures principales des actions roumaines dans la région, en particulier après leur participation aux assemblées de Blaj qui débutent en avril. À Blaj, tous les deux choisissent l'aile radicale du mouvement. Autour de Alexandru Papiu-Ilarian, le groupe s'oppose à la proposition des révolutionnaires hongrois d'unir la Transylvanie à la Hongrie, qui réclame son indépendance aux Habsbourg. Il entre en conflit avec l'archevêque grec-catholique uniate Ioan Lemeni, l'un de ceux qui choisissent de ne pas boycotter les élections au nouveau parlement hongrois.
Lorsque l'union de la Transylvanie à la Hongrie est proclamée par les Hongrois le 30 mai 1848, la majorité des activistes roumains protestent et font appel à Vienne et à l'empereur Ferdinand, tout comme les Saxons de Transylvanie. Les choses deviennent plus difficiles après le 11 juillet, quand la Hongrie déclare son indépendance. L'Autriche commence alors à s'ouvrir aux demandes roumaines, alors que des conflits sanglants s'engagent entre les nobles hongrois et les serfs roumanophones. La dernière assemblée de Blaj voit le gouverneur habsbourgeois, Anton Freiherr von Puchner, approuver la préparation de gardes nationaux Valaques et Saxons. Le 27 septembre, le lynchage du plénipotentiaire autrichien, le général Lemberg, par une foule hongroise à Budapest, coupe toute forme de dialogue entre la Hongrie et les Habsbourg. Pour faire pièce aux hongrois, le nouvel empereur, François Joseph, et le gouvernement autrichien garantissent aux roumains des libertés et des droits étendus ; le gouvernement révolutionnaire hongrois de Lajos Kossuth abolit finalement le servage, mais trop tard.

## Le conflit
Les Autrichiens rejettent toutefois la demande roumaine d'octobre selon laquelle le critère linguistique devrait être la base des frontières intérieures de l'empire, ce qui aurait abouti à créer une principauté pour les roumanophones (regroupant la Transylvanie, le Banat et la Bucovine), car ils ne veulent pas remplacer la poussée nationaliste hongroise par un séparatisme roumain. Ils se déclarent hostiles à la création rapide de bureaux administratifs "valaques" en Transylvanie.
Le Banat reste inclus en Hongrie et la Bucovine garde son statut de Kronland autrichien; le territoire transylvain est quant à lui organisé en prefecturi ("préfectures"), avec Avram Iancu et Buteanu en tant que préfets dans les Apuseni. La préfecture de Iancu, l'Auraria Gemina (un nom chargé de symbolisme latin), devient la plus importante, en englobant des zones frontières qui n'avaient jamais été complètement organisées.
Le même mois, les efforts administratifs s'arrêtent, lorsque les révolutionnaires hongrois de Józef Bem lancent une offensive à travers la Transylvanie. Avec l'assistance des troupes russes, l'armée autrichienne (à part les garnisons d'Alba Iulia et de Deva) et l'administration austro-roumaine se retirent en Valachie et en Olténie valaque (qui sont sous occupation russe à ce moment). Avram Iancu reste le seul à opposer une force de résistance : il prend le maquis, en montant une campagne de guérilla contre les forces de Bem, causant des dommages sévères et bloquant la route d'Alba Iulia. Il est aussi lui-même le sujet de rationnement sévère : ses troupes ont peu de fusils et très peu de poudre. Le conflit se déroule pendant les mois suivants, avec toutes les tentatives des Hongrois de reprendre le contrôle de la montagne.
En avril 1849, Iancu est approché par l'envoyé des Hongrois : Ioan Dragoș (qui est en fait un représentant roumanophone au parlement hongrois). Dragoș travaille dur pour rencontrer les chefs roumains à Abrud et pour leur faire entendre les demandes hongroises. Mais l'adversaire direct de Iancu, le commandant hongrois Imre Hatvany, tire avantage de l'armistice provisoire obtenu par Dragoș pour attaquer les partisans de Iancu à Abrud. Il ne bénéficie pourtant pas de l'effet de surprise, et Iancu et ses hommes se retirent, puis l'encerclent. À cause de cette attaque, Dragoș est lynché par la foule d'Abrud, qui croit qu'il a sciemment fait partie de la ruse de Hatvany.
Hatvany réussit à capturer et tuer Buteanu. Il attaque frénétiquement les hommes de Iancu, mais sa position s'affaiblit jusqu'à la grande défaite du 22 mai. Hatvany et la plupart des soldats de son groupe sont massacrés par leurs adversaires, car Iancu a capturé leurs canons, basculant l'avantage tactique pour les mois suivants. Kossuth est mécontent de la défaite de Hatvany (les collaborateurs de Hatvany sont tous limogés), surtout parce que celle-ci le place en position de faiblesse pour de futures négociations.
Le conflit se durcit : l'intervention des Russes précipite les choses en juin, particulièrement depuis que les Polonais qui se battent avec les contingents révolutionnaires hongrois opposent une résistance forcenée aux armées du Tsar. Certains comme Henryk Dembiński militent cependant pour un arrangement entre Kossuth, Avram Iancu et les révolutionnaires émigrés valaques (de Valachie) comme Nicolae Bălcescu, Gheorghe Magheru, Alexandru G. Golescu ou Ion Ghica, d'opinions proches d'Avram Iancu. Les révolutionnaires émigrés valaques (de Valachie) désireraient infliger une défaite aux armées russes qui ont brisé leur mouvement en septembre 1848.
Bălcescu et Kossuth se rencontrent en mai 1849, à Debrecen. Ce contact a été célébré longtemps par les historiens et les politiciens marxistes hongrois et roumains, car la condamnation par Karl Marx de toute opposition à Kossuth, mettait Iancu dans une posture de réactionnaire: il fallait effacer cette "honte" en mettant l'accent sur la solidarité révolutionnaire entre Kossuth et Bălcescu. En réalité, il semble que leur accord ne fut en aucune façon un pacte : Kossuth pensait simplement amener Bălcescu à l'idée que le départ des armées de Iancu pour la Valachie serait une bonne idée, pour aider la révolution à Bucarest. Bien qu'étant d'accord sur une médiation de paix entre Kossuth et Iancu, Bălcescu ne tenta pas d'amener avec lui en Valachie les combattants de Iancu. Ses documents personnels (commentés par Liviu Maior) montrent qu'il ne fut pas dupe de la démagogie du chef hongrois.
Avram Iancu continua donc à s'opposer au centralisme magyar de Kossuth, mais accepta le principe de la neutralité de ses forces dans le conflit entre la Russie et la Hongrie. Ainsi, il renforça sa position tandis que les armées hongroises sont battues par les russes en juillet à Sighișoara, à la bataille de Segesvár (1849) (nom magyar de la localité, qui s'appelle aussi Schässburg en allemand). Les révolutionnaires hongrois capitulent le 13 août.

## Ses dernières années
Lorsque les Autrichiens reprennent le contrôle de la Transylvanie, Avram Iancu est d'accord pour désarmer ses troupes et écrit un rapport détaillé au nouveau gouverneur de Transylvanie, le général Ludwig von Wohlgemuth (en 1850). Pour éviter la suspicion de séparatisme roumain, le document ne mentionne pas ses contacts avec les révolutionnaires valaques. Les Autrichiens garantissent l'abolition du servage, et interdisent toutes les anciennes institutions féodales en Transylvanie. Une fois la révolution vaincue, le nationalisme hongrois tenta de faire accepter par les Habsbourg l'idée d'un Compromis associant Autrichiens et Hongrois dans le rôle de nations dominantes de l'empire. L'option alternative des Slaves et des Roumains, qui militaient pour une confédération de royaumes et de duchés (Autriche et Hongrie, mais aussi Bohême, Galicie et Lodomérie, Bucovine, Transylvanie, Banat, Croatie et Slavonie, Dalmatie) suscita l'irritation des Hongrois, mais aussi des Habsbourg, qui craignaient que l'élan révolutionnaire (profitable à la monarchie sous Iancu) devienne une arme utilisable par le pan-slavisme (dont la Serbie et l'Empire russe étaient alors les vecteurs) ou par l'irrédentisme "valaque".
Il est très possible que Iancu n'ait pu appréhender ces changements, ce rapprochement des intérêts autrichiens et hongrois. Même si la décision initiale de l'arrêter en décembre 1849 fut rapidement annulée après des manifestations locales, il fut censuré toute sa vie, sa bibliothèque fut confisquée, et il fut placé sous surveillance.  Il fut même arrêté en 1852, quand on l'accusa du fait que sa présence seule enflammait les sentiments locaux. Il fut relâché rapidement, et tenta à Vienne de défendre sa position devant l'empereur. La police l'en empêcha, et cette humiliation publique provoqua une dépression nerveuse dont il ne releva jamais. Il devint neurasthénique, parcourant la région des Apuseni à pied et buvant de plus en plus la palincă (eau-de-vie) chez les gens qui l'accueillaient.
Il demanda que son corps soit enterré sous l'arbre de Horea à Țebea (selon la tradition, le lieu de départ de la révolution transylvaine de 1784).